# Борнуково (Бутурлински район)
Борнуково (на руски: Борнуково) е село в Бутурлински район, Нижегородска област, Русия. Населението му през 2010 година е 455 души.

## География

### Разположение
Борнуково е разположено в югоизточната част на Нижегородск област, на брега на река Пяна.

### Климат
Климатът в Борнуково е умереноконтинентален (Dfb по Кьопен) с горещо и сравнително влажно лято и дълга студена зима.

## Личности
- Владимир Антонов – Герой на Съветския съюз
- Виктор Пурихов – скулптор.